# Zeugenschutzprogramm
Der Begriff Zeugenschutz umfasst als Sammelbegriff staatliche Maßnahmen, um Zeugen vor den Gefahren zu schützen, denen sie aufgrund ihrer Aussage in einem eigenen oder gegen Dritte gerichteten Strafverfahren, in der Hauptverhandlung selbst oder in einem späteren Stadium ausgesetzt sind. Die Durchführung des Strafverfahrens soll gesichert werden, indem das Wissen des Zeugen in das Strafverfahren eingeführt werden und zu einer Verurteilung beitragen kann. Aus polizeilicher Sicht kommt die Ermutigung zur Aussage und zum Ausstieg aus der kriminellen Szene dazu. Identität und Aufenthaltsort von Informanten, V-Personen oder verdeckten Ermittlern können geheim gehalten werden, um sie weiterhin für die polizeiliche Arbeit einsetzen zu können.

## Situation in Deutschland
Der Schutz gefährdeter Zeugen ist insbesondere im Zusammenhang mit der Bekämpfung der Organisierten Kriminalität zunächst und zum überwiegenden Teil eine Aufgabe der Gefahrenabwehr. Opfer von Straftaten werden durch die im Laufe des Strafverfahrens durchgeführten Vernehmungen aber nicht selten auch psychisch erheblich belastet. Zugleich verpflichtet die Rechtspflege den Bürger als Zeugen zur Mitwirkung am Verfahren (§ 48 StPO). Zur Wahrung ihres Anspruchs auf ein faires Verfahren und ihrer berechtigten Interessen sollen die für schutzbedürftige Zeugen daraus erwachsenden Lasten in Grenzen gehalten werden.

### Gesetzliche Regelung
Neben den Maßnahmen, die auf Grundlage des Zeugenschutz-Harmonisierungsgesetzes (ZSHG) zum Schutz gefährdeter Personen erfolgen, enthalten die Strafprozessordnung (StPO) und das Gerichtsverfassungsgesetz (GVG) verschiedene Möglichkeiten, um den Zeugen im laufenden Strafverfahren zu schützen.
Unter bestimmten Bedingungen kann ein Angeklagter während der Aussage eines Zeugen aus dem Gerichtssaal verwiesen werden (§ 168c Abs. 3, § 247 Satz 2 StPO); er wird dann anschließend über die Aussage des Zeugen in Kenntnis gesetzt.
Gefährdete Zeugen dürfen gem. § 68 Abs. 2 StPO bei einer Vernehmung durch Polizei oder Staatsanwaltschaft sowie in der Hauptverhandlung statt ihres Wohnortes ihren Geschäfts- oder Dienstort oder eine andere ladungsfähige Anschrift angeben. Sie sind berechtigt, Angaben zur Person nicht oder nur über eine frühere Identität zu machen und ausnahmsweise ihr Gesicht entgegen § 176 Abs. 2 Satz 1 GVG ganz oder teilweise zu verhüllen (§ 68 Abs. 3 StPO).
Zeugenvernehmungen können sowohl im Ermittlungsverfahren nach § 58a StPO als auch in der Hauptverhandlung nach § 247a Satz 4 StPO in Abwesenheit des Angeklagten aufgezeichnet und im Rahmen der Beweisaufnahme nach § 255a StPO vorgeführt werden. Diese Vorschriften wurden mit dem Zeugenschutzgesetz zum 1. Dezember 1998 in die StPO eingefügt, um insbesondere schutzbedürftige Opferzeugen vor den psychischen Folgen einer erneuten Konfrontation mit dem mutmaßlichen Täter zu schützen. Sie sind aber auch auf einen nach Maßgabe des Zeugenschutz-Harmonisierungsgesetzes (ZSHG) geschützten Zeugen anwendbar.
Nach Maßgabe der § 223, § 251 StPO kann das Gericht prüfen, ob einem Zeugen bei Berücksichtigung seiner persönlichen Belange das Erscheinen in der Hauptverhandlung oder die Aussage überhaupt zuzumuten ist.
Außerdem kann die Öffentlichkeit von einer Verhandlung oder einem Teil davon, etwa der Einvernahme eines gefährdeten Zeugen, ausgeschlossen werden, wenn eine Gefährdung des Lebens, des Leibes oder der Freiheit des Zeugen zu besorgen ist (§ 172 Nr. 1a GVG).

### Statistik
Konkrete Angaben zum Zeugenschutz werden vom Bundeskriminalamt nicht mehr veröffentlicht, um das Schutzprogramm nicht durch das potentielle Zusammenfügen von Informationsstücken zu gefährden. Auf Basis einer Auskunft des Bundeskriminalamts im Jahr 2006 konnten jedoch deutschlandweit rund 330 Fälle von Zeugenschutz-Aktivitäten verzeichnet werden.

### Beispiele
Volker Speitel (* 1950) war ein Mitglied der Rote Armee Fraktion (RAF). Seine Aussagen besitzen insbesondere eine Bedeutung für das Verständnis der Vorgänge in der Todesnacht von Stammheim. 1979 wurde Speitel entlassen und tauchte mit Hilfe des Zeugenschutzprogramms des Bundeskriminalamts ab. Speitels Tarnidentität wurde bereits zweimal aufgedeckt und musste erneuert werden.
Klaus Steinmetz (* 1959) ist ein ehemaliger V-Mann der Landesbehörde für Verfassungsschutz Rheinland-Pfalz. Nach Bekanntwerden der Spitzel-Tätigkeit veröffentlichten Autonome aus Wiesbaden einen „alternativen Steckbrief“ gegen Steinmetz und verteilten ihn europaweit. Daraufhin tauchte der ehemalige V-Mann unter. Seit August 1993 befindet er sich im Zeugenschutzprogramm des rheinland-pfälzischen Verfassungsschutzes.
Der im NSU-Prozess mitangeklagte Carsten Schultze wurde wegen seiner Aussage in ein Zeugenschutzprogramm aufgenommen.

## Zeugenschutz in anderen Ländern (Auswahl)

### Europa
Die Europäische Union hat sich in verschiedenen Rechtsakten des Opfer- und Zeugenschutzes angenommen. Entsprechende Mindeststandards wurden in der europäischen Opferschutzrichtlinie vom 25. Oktober 2012 formuliert.
Einen Überblick zu den Zeugenschutzgesetzen in den Mitgliedstaaten und Norwegen bietet das Arbeitsdokument der Europäischen Kommission vom 13. November 2007. Die meisten EU-Mitgliedstaaten verfügen danach entweder in einem gesonderten Gesetz oder in der Strafprozessordnung über eine Zeugenschutzregelung.
Die Europol Platform for Experts dient auch dem Austausch zum  Thema Zeugenschutz.

#### Österreich
Zur Entwicklung und Vertiefung der Zusammenarbeit im Bereich des Zeugenschutzes hat der Nationalrat am 29. April 2014 ein multilaterales Übereinkommen mit Bulgarien, Estland, Kroatien,  Lettland, Litauen, Polen, Rumänien, der Slowakei, Slowenien, der Tschechischen Republik und Ungarn  beschlossen.

#### Schweiz
Bis 2013 verfügte die Schweiz über kein offizielles Programm. Allerdings ist bekannt, dass die Polizei der einzelnen Kantone bei Bedarf eigenständige Maßnahmen zum Zeugenschutz durchführte. Seit dem 1. Januar 2013 gibt es das Bundesgesetz über den außerprozessualen Zeugenschutz (ZeugSG). Das Gesetz war Voraussetzung für den Beitritt der Schweiz zum Europaratsübereinkommen zur Bekämpfung des Menschenhandels vom 16. Mai 2005.

#### Italien
Der deutsch-italienische Auftragsmörder Giorgio Basile (* 1960) wurde Kronzeuge gegen die ’Ndrangheta. Basile lebt im Zeugenschutzprogramm der italienischen Polizei.

#### Irland
Das Programm ist beim irischen Staatsanwalt angesiedelt. Als erste Person unter Zeugenschutz gilt Charles Bowden, der als Kronzeuge im Fall der Ermordung der Journalistin Veronica Guerin aussagte.

### Übersee

#### Vereinigte Staaten von Amerika

##### Rechtslage
Das United States Federal Witness Protection Program wurde 1970 ins Leben gerufen, um den Kampf gegen die organisierte Kriminalität zu erleichtern. Vorläufer des Programms war der Ku Klux Klan Act, der seit 1871 Zeugen gegen den Ku-Klux-Klan beschützen sollte. Die darin enthaltene Idee wurde dann vom FBI aufgegriffen.
Außerdem verfügen einzelne Bundesstaaten über ein eigenes System des Zeugenschutzes, insbesondere die Bundesstaaten Texas, Kalifornien, Illinois, Connecticut und New York. Allerdings kooperieren diese Programme immer mit dem landesweiten Zeugenschutzprogramm des FBI.
Bevor ein Zeuge in das Programm aufgenommen wird, muss eine Gefährdungsanalyse vorliegen, und die zum Schutz notwendigen Mittel werden abgewogen.
Bei Opfern von Menschenhandel können bedrohte Zeugen sogar einen Aufenthaltsstatus erhalten.

##### Personen in Zeugenschutzprogrammen (Auswahl)
- Henry Hill (1943–2012): ein US-amerikanischer Mobster, dessen Leben 1990 im Film GoodFellas – Drei Jahrzehnte in der Mafia dargestellt wurde. Hill wurde mit seiner Familie in das US-amerikanische Zeugenschutzprogramm aufgenommen. Als Assoziierter der Lucchese-Familie sagte er insbesondere gegen Paul Vario aus. Allerdings stieg Hill 1987 wieder in den Drogenhandel ein und wurde verurteilt.[27]
- Sammy Gravano (* 1945): als US-amerikanischer Mobster Consigliere der Gambino-Familie. Durch diese Aussagen wurde Gravano zum bis dahin ranghöchsten Mafioso, der zum Pentito wurde und die Omertà brach, bis 2004 Joseph Massino – damals Boss der Bonanno-Familie – ebenfalls mit den Behörden kooperierte.
- Joe Valachi (1904–1971) war ein US-amerikanischer Mafioso der Genovese-Familie. Mit der Hilfe Valachis konnten 317 Mitglieder der La Cosa Nostra identifiziert und entlarvt werden; allein in den 3 Jahren von 1963 bis 1966 wurden durch seine Aussagen mehr Verurteilungen ausgesprochen als in den 30 Jahren zuvor.[28] Während seiner Aussagen vor dem Kongress war Valachi von bis zu 200 US-Marshals bewacht worden. Valachi wurden allerdings seine Strafen nicht grundsätzlich erlassen und er starb im Gefängnis, wo er sich zu seinem Schutz in Einzelhaft befand. Ein Zeugenschutzprogramm heutiger Ausprägung existierte damals noch nicht.
- Joseph D. Pistone (* 1939): Der US-amerikanische FBI-Agent war undercover unter dem Namen Donnie Brasco in die Strukturen der Bonanno- und teilweise auch die Colombo-Familie eingedrungen. Die Umstände wurden im Film Donnie Brasco verfilmt.

#### Kanada
Kanada verfügt mit dem Witness Protection Program Act seit dem 20. Juni 1996 über ein derartiges Programm.

#### Neuseeland
Die Polizei in Neuseeland beschützt Zeugen gegen Banden und Berufskriminelle und verschafft wenn nötig den Zeugen auch eine neue Identität.
2007 geriet das Programm in die öffentliche Kritik, weil eine durch das Programm geschützte Person bei einer Trunkenheitsfahrt einen tödlichen Unfall verursachte und als Täter von der Polizei weiter beschützt wurde, so dass die Fahrt keine juristischen Folgen hatte.

## Mediale Rezeption
- 1996: Eraser – Regie: Chuck Russell – u. a. mit Arnold Schwarzenegger, James Caan und James Coburn
- 2007: Mein Mörder kommt zurück – deutscher Fernsehfilm von Andreas Senn, u. a. mit Katharina Wackernagel
- 2009: Mörder auf Amrum, deutscher Kriminalfilm von Markus Imboden
- 2013: Die Kronzeugin – Mord in den Bergen, deutscher Fernsehfilm mit Iris Berben
- 2016: Das Programm, deutscher Fernsehfilm u. a. mit Nina Kunzendorf